# 17e étape du Tour de France 2024
Pour un article plus général, voir Tour de France 2024.
La 17e étape du Tour de France 2024 se déroule le mercredi 17 juillet 2024 entre Saint-Paul-Trois-Châteaux (Drôme) et SuperDévoluy (Hautes-Alpes), sur une distance de 177,8 kilomètres.

## Parcours
Au départ de Saint-Paul-Trois-Châteaux, dans la Drôme provençale, cette étape s'oriente vers l'est par un tracé relativement plat pour rejoindre Gap, retrouver les Alpes et prendre de l'altitude en fin de parcours par le col Bayard (2C, 6,8 km à 7,3 %) et surtout le col du Noyer (1C, 7,5 km à 8,4 % avec les deux derniers kilomètres à 10,4 % et 9,6 %), dont le sommet se situe à 12 km de la ligne d'arrivée tracée dans la station du SuperDévoluy, dans les Hautes-Alpes, au sommet d'une montée 
de 3,8 km à 5,9 % classée en 3e catégorie.

## Déroulement de la course
Après de nombreuses tentatives d'échappées, quatre hommes se détachent à 110 kilomètres de l'arrivée : Magnus Cort Nielsen, Romain Grégoire, Tiesj Benoot et Bob Jungels. À 55 kilomètres du terme, le quatuor est poursuivi par un important groupe d'une cinquantaine d'hommes mais ne compte aucun coureur dangereux pour le classement général alors que le peloton maillot jaune se relève et laisse les deux groupes le distancer. Au pied du col Bayard, les quatre hommes de tête ont une avance de 1 min 40 s sur le groupe des 50 poursuivants et 4 min 20 s sur le peloton maillot jaune. 
Dans l'ascension du col du Noyer, le quatuor de tête est rejoint dans un premier temps par Guillaume Martin  et Valentin Madouas. À ce moment de la course, sortant du groupe de chasse situé à une quarantaine de secondes, Simon Yates accélère suivi un peu plus loin par Richard Carapaz et Stephen Williams. Ils reviennent rapidement sur les six fuyards et les distancent aussitôt. Carapaz reprend Yates à 3,2 km du sommet puis le lâche 1 400 m plus loin pour franchir le col avec 13 secondes d'avance sur le Britannique et 35 secondes sur Enric Mas parti en contre alors que, dans le peloton maillot jaune pointé à plus de 8 minutes, Tadej Pogačar attaque non loin du sommet, prenant quelques dizaines de mètres à Remco Evenepoel et un peu plus à Jonas Vingegaard, mais ces derniers reviennent sur le Slovène dans la descente.
Richard Carapaz entame seul en tête la montée finale vers SuperDévoluy, il augmente son avance et file vers sa première victoire sur le Tour. Il devient ainsi le 110e coureur à remporter une étape sur chacun des trois grands tours. Parmi les favoris du Tour, Evenepoel attaque avant la montée finale et maintient un avantage de quelques secondes sur Pogačar et Vingegaard sur la ligne d'arrivée.

## Résultats
Cette section présente les résultats et prix obtenus au cours de l'étape.

### Classement de l'étape
| Classement de la 17e étape | Classement de la 17e étape | Classement de la 17e étape | Classement de la 17e étape | Classement de la 17e étape |
|                            | Coureur                    | Pays                       | Équipe                     | Temps                      |
| -------------------------- | -------------------------- | -------------------------- | -------------------------- | -------------------------- |
| 1er                        | Richard Carapaz            | Équateur                   | EF Education-EasyPost      | en 4 h 6 min 13 s          |
| 2e                         | Simon Yates                | Royaume-Uni                | Team Jayco AlUla           | + 37 s                     |
| 3e                         | Enric Mas                  | Espagne                    | Movistar Team              | + 57 s                     |
| 4e                         | Laurens De Plus            | Belgique                   | Ineos Grenadiers           | + 1 min 44 s               |
| 5e                         | Oscar Onley                | Royaume-Uni                | Team dsm-firmenich PostNL  | + 1 min 44 s               |
| 6e                         | Guillaume Martin           | France                     | Cofidis                    | + 2 min 36 s               |
| 7e                         | Magnus Cort Nielsen        | Danemark                   | Uno-X Mobility             | + 2 min 38 s               |
| 8e                         | Wout Poels                 | Pays-Bas                   | Bahrain Victorious         | + 2 min 39 s               |
| 9e                         | Jordan Jegat               | France                     | TotalEnergies              | + 2 min 39 s               |
| 10e                        | Alex Aranburu              | Espagne                    | Movistar Team              | + 2 min 39 s               |
| modifier                   |                            |                            |                            |                            |

### Bonifications en temps
|   | Coureur         | Pays        | Équipe                | Secondes |
| - | --------------- | ----------- | --------------------- | -------- |
| 1 | Richard Carapaz | Équateur    | EF Education-EasyPost | 8 s      |
| 2 | Simon Yates     | Royaume-Uni | Team Jayco AlUla      | 5 s      |
| 3 | Enric Mas       | Espagne     | Movistar Team         | 2 s      |

|   | Coureur         | Pays        | Équipe                | Secondes |
| - | --------------- | ----------- | --------------------- | -------- |
| 1 | Richard Carapaz | Équateur    | EF Education-EasyPost | 10 s     |
| 2 | Simon Yates     | Royaume-Uni | Team Jayco AlUla      | 6 s      |
| 3 | Enric Mas       | Espagne     | Movistar Team         | 4 s      |

### Points attribués
| Sprint intermédiaire Veynes (km 114,8) | Sprint intermédiaire Veynes (km 114,8) | Sprint intermédiaire Veynes (km 114,8) | Sprint intermédiaire Veynes (km 114,8) | Sprint intermédiaire Veynes (km 114,8) |
| -------------------------------------- | -------------------------------------- | -------------------------------------- | -------------------------------------- | -------------------------------------- |
|                                        | Coureur                                | Pays                                   | Équipe                                 | Point(s)                               |
| 1er                                    | Magnus Cort Nielsen                    | Danemark                               | Uno-X Mobility                         | 20                                     |
| 2e                                     | Romain Grégoire                        | France                                 | Groupama-FDJ                           | 17                                     |
| 3e                                     | Tiesj Benoot                           | Belgique                               | Team Visma-Lease a Bike                | 15                                     |
| 4e                                     | Bob Jungels                            | Luxembourg                             | Red Bull-Bora-Hansgrohe                | 13                                     |
| 5e                                     | Biniam Girmay                          | Érythrée                               | Intermarché-Wanty                      | 11                                     |
| 6e                                     | Jasper Philipsen                       | Belgique                               | Alpecin-Deceuninck                     | 10                                     |
| 7e                                     | Bryan Coquard                          | France                                 | Cofidis                                | 9                                      |
| 8e                                     | Arnaud De Lie                          | Belgique                               | Lotto Dstny                            | 8                                      |
| 9e                                     | Anthony Turgis                         | France                                 | TotalEnergies                          | 7                                      |
| 10e                                    | Mike Teunissen                         | Pays-Bas                               | Intermarché-Wanty                      | 6                                      |
| 11e                                    | Robbe Ghys                             | Belgique                               | Alpecin-Deceuninck                     | 5                                      |
| 12e                                    | Laurenz Rex                            | Belgique                               | Intermarché-Wanty                      | 4                                      |
| 13e                                    | Jonas Abrahamsen                       | Norvège                                | Uno-X Mobility                         | 3                                      |
| 14e                                    | Stefan Küng                            | Suisse                                 | Groupama-FDJ                           | 2                                      |
| 15e                                    | Sandy Dujardin                         | France                                 | TotalEnergies                          | 1                                      |
| modifier                               |                                        |                                        |                                        |                                        |

| Arrivée d'étape SuperDévoluy (km 177,8) | Arrivée d'étape SuperDévoluy (km 177,8) | Arrivée d'étape SuperDévoluy (km 177,8) | Arrivée d'étape SuperDévoluy (km 177,8) | Arrivée d'étape SuperDévoluy (km 177,8) |
| --------------------------------------- | --------------------------------------- | --------------------------------------- | --------------------------------------- | --------------------------------------- |
|                                         | Coureur                                 | Pays                                    | Équipe                                  | Point(s)                                |
| 1er                                     | Richard Carapaz                         | Équateur                                | EF Education-EasyPost                   | 20                                      |
| 2e                                      | Simon Yates                             | Royaume-Uni                             | Team Jayco AlUla                        | 17                                      |
| 3e                                      | Enric Mas                               | Espagne                                 | Movistar Team                           | 15                                      |
| 4e                                      | Laurens De Plus                         | Belgique                                | Ineos Grenadiers                        | 13                                      |
| 5e                                      | Oscar Onley                             | Royaume-Uni                             | Team dsm-firmenich PostNL               | 11                                      |
| 6e                                      | Guillaume Martin                        | France                                  | Cofidis                                 | 10                                      |
| 7e                                      | Magnus Cort Nielsen                     | Danemark                                | Uno-X Mobility                          | 9                                       |
| 8e                                      | Wout Poels                              | Pays-Bas                                | Bahrain Victorious                      | 8                                       |
| 9e                                      | Jordan Jegat                            | France                                  | TotalEnergies                           | 7                                       |
| 10e                                     | Alex Aranburu                           | Espagne                                 | Movistar Team                           | 6                                       |
| 11e                                     | Toms Skujiņš                            | Lettonie                                | Lidl-Trek                               | 5                                       |
| 12e                                     | Stephen Williams                        | Royaume-Uni                             | Israel-Premier Tech                     | 4                                       |
| 13e                                     | Louis Meintjes                          | Afrique du Sud                          | Intermarché-Wanty                       | 3                                       |
| 14e                                     | Bruno Armirail                          | France                                  | Decathlon-AG2R La Mondiale              | 2                                       |
| 15e                                     | Steff Cras                              | Belgique                                | TotalEnergies                           | 1                                       |
| modifier                                |                                         |                                         |                                         |                                         |

### Cols et côtes
| Col Bayard (km 145,7) 2e catégorie (6,8 km à 7,3 %) | Col Bayard (km 145,7) 2e catégorie (6,8 km à 7,3 %) | Col Bayard (km 145,7) 2e catégorie (6,8 km à 7,3 %) | Col Bayard (km 145,7) 2e catégorie (6,8 km à 7,3 %) | Col Bayard (km 145,7) 2e catégorie (6,8 km à 7,3 %) |
| --------------------------------------------------- | --------------------------------------------------- | --------------------------------------------------- | --------------------------------------------------- | --------------------------------------------------- |
|                                                     | Coureur                                             | Pays                                                | Équipe                                              | Point(s)                                            |
| 1er                                                 | Magnus Cort Nielsen                                 | Danemark                                            | Uno-X Mobility                                      | 5                                                   |
| 2e                                                  | Romain Grégoire                                     | France                                              | Groupama-FDJ                                        | 3                                                   |
| 3e                                                  | Bob Jungels                                         | Luxembourg                                          | Red Bull-Bora-Hansgrohe                             | 2                                                   |
| 4e                                                  | Tiesj Benoot                                        | Belgique                                            | Team Visma-Lease a Bike                             | 1                                                   |
| modifier                                            |                                                     |                                                     |                                                     |                                                     |

| Col du Noyer (km 166,3) 1re catégorie (7,5 km à 8,1 %) | Col du Noyer (km 166,3) 1re catégorie (7,5 km à 8,1 %) | Col du Noyer (km 166,3) 1re catégorie (7,5 km à 8,1 %) | Col du Noyer (km 166,3) 1re catégorie (7,5 km à 8,1 %) | Col du Noyer (km 166,3) 1re catégorie (7,5 km à 8,1 %) |
| ------------------------------------------------------ | ------------------------------------------------------ | ------------------------------------------------------ | ------------------------------------------------------ | ------------------------------------------------------ |
|                                                        | Coureur                                                | Pays                                                   | Équipe                                                 | Point(s)                                               |
| 1er                                                    | Richard Carapaz                                        | Équateur                                               | EF Education-EasyPost                                  | 10                                                     |
| 2e                                                     | Simon Yates                                            | Royaume-Uni                                            | Team Jayco AlUla                                       | 8                                                      |
| 3e                                                     | Enric Mas                                              | Espagne                                                | Movistar Team                                          | 6                                                      |
| 4e                                                     | Laurens De Plus                                        | Belgique                                               | Ineos Grenadiers                                       | 4                                                      |
| 5e                                                     | Oscar Onley                                            | Royaume-Uni                                            | Team dsm-firmenich PostNL                              | 2                                                      |
| 6e                                                     | Alex Aranburu                                          | Espagne                                                | Movistar Team                                          | 1                                                      |
| modifier                                               |                                                        |                                                        |                                                        |                                                        |

| \| SuperDévoluy (km 177,8) 3e catégorie (3,8 km à 5,9 %) \| SuperDévoluy (km 177,8) 3e catégorie (3,8 km à 5,9 %) \| SuperDévoluy (km 177,8) 3e catégorie (3,8 km à 5,9 %) \| SuperDévoluy (km 177,8) 3e catégorie (3,8 km à 5,9 %) \| SuperDévoluy (km 177,8) 3e catégorie (3,8 km à 5,9 %) \| \| ----------------------------------------------------- \| ----------------------------------------------------- \| ----------------------------------------------------- \| ----------------------------------------------------- \| ----------------------------------------------------- \| \| \| Coureur \| Pays \| Équipe \| Point(s) \| \| 1er \| Richard Carapaz \| Équateur \| EF Education-EasyPost \| 2 \| \| 2e \| Simon Yates \| Royaume-Uni \| Team Jayco AlUla \| 1 \| \| modifier \| \| \| \| \| |                 |             |                       |          |
| SuperDévoluy (km 177,8) 3e catégorie (3,8 km à 5,9 %) |                 |             |                       |          |
| | Coureur         | Pays        | Équipe                | Point(s) |
| 1er | Richard Carapaz | Équateur    | EF Education-EasyPost | 2        |
| 2e | Simon Yates     | Royaume-Uni | Team Jayco AlUla      | 1        |
| modifier |                 |             |                       |          |

### Prix de la combativité
- Romain Grégoire (Groupama-FDJ)

## Classements à l'issue de l'étape
Cette section présente le classement général et les différents classements annexes à l'issue de l'étape.

### Classement général
| Classement général | Classement général | Classement général | Classement général      | Classement général  |
|                    | Coureur            | Pays               | Équipe                  | Temps               |
| ------------------ | ------------------ | ------------------ | ----------------------- | ------------------- |
| 1er                | Tadej Pogačar      | Slovénie           | UAE Team Emirates       | en 70 h 21 min 27 s |
| 2e                 | Jonas Vingegaard   | Danemark           | Team Visma-Lease a Bike | + 3 min 11 s        |
| 3e                 | Remco Evenepoel    | Belgique           | Soudal Quick-Step       | + 5 min 9 s         |
| 4e                 | João Almeida       | Portugal           | UAE Team Emirates       | + 12 min 57 s       |
| 5e                 | Mikel Landa        | Espagne            | Soudal Quick-Step       | + 13 min 24 s       |
| 6e                 | Carlos Rodríguez   | Espagne            | Ineos Grenadiers        | + 13 min 30 s       |
| 7e                 | Adam Yates         | Royaume-Uni        | UAE Team Emirates       | + 15 min 41 s       |
| 8e                 | Giulio Ciccone     | Italie             | Lidl-Trek               | + 17 min 51 s       |
| 9e                 | Derek Gee          | Canada             | Israel-Premier Tech     | + 18 min 15 s       |
| 10e                | Santiago Buitrago  | Colombie           | Bahrain Victorious      | + 18 min 35 s       |
| modifier           |                    |                    |                         |                     |

| Classement par points | Classement par points | Classement par points | Classement par points   | Classement par points |
| --------------------- | --------------------- | --------------------- | ----------------------- | --------------------- |
|                       | Coureur               | Pays                  | Équipe                  | Point(s)              |
| 1er                   | Biniam Girmay         | Érythrée              | Intermarché-Wanty       | 387 points            |
| 2e                    | Jasper Philipsen      | Belgique              | Alpecin-Deceuninck      | 354 pts               |
| 3e                    | Bryan Coquard         | France                | Cofidis                 | 188 pts               |
| 4e                    | Anthony Turgis        | France                | TotalEnergies           | 163 pts               |
| 5e                    | Arnaud De Lie         | Belgique              | Lotto Dstny             | 161 pts               |
| 6e                    | Tadej Pogačar         | Slovénie              | UAE Team Emirates       | 136 pts               |
| 7e                    | Jonas Abrahamsen      | Norvège               | Uno-X Mobility          | 136 pts               |
| 8e                    | Wout van Aert         | Belgique              | Team Visma-Lease a Bike | 130 pts               |
| 9e                    | Pascal Ackermann      | Allemagne             | Israel-Premier Tech     | 118 pts               |
| 10e                   | Remco Evenepoel       | Belgique              | Soudal Quick-Step       | 112 pts               |
| modifier              |                       |                       |                         |                       |

| Classement du meilleur grimpeur | Classement du meilleur grimpeur | Classement du meilleur grimpeur | Classement du meilleur grimpeur | Classement du meilleur grimpeur |
| ------------------------------- | ------------------------------- | ------------------------------- | ------------------------------- | ------------------------------- |
|                                 | Coureur                         | Pays                            | Équipe                          | Point(s)                        |
| 1er                             | Tadej Pogačar                   | Slovénie                        | UAE Team Emirates               | 77 points                       |
| 2e                              | Jonas Vingegaard                | Danemark                        | Team Visma-Lease a Bike         | 58 pts                          |
| 3e                              | Remco Evenepoel                 | Belgique                        | Soudal Quick-Step               | 42 pts                          |
| 4e                              | Jonas Abrahamsen                | Norvège                         | Uno-X Mobility                  | 36 pts                          |
| 5e                              | Oier Lazkano                    | Espagne                         | Movistar                        | 35 pts                          |
| 6e                              | Richard Carapaz                 | Équateur                        | EF Education-EasyPost           | 34 pts                          |
| 7e                              | David Gaudu                     | France                          | Groupama-FDJ                    | 30 pts                          |
| 8e                              | Carlos Rodríguez                | Espagne                         | Ineos Grenadiers                | 24 pts                          |
| 9e                              | Ben Healy                       | Irlande                         | EF Education-EasyPost           | 21 pts                          |
| 10e                             | Javier Romo                     | Espagne                         | Movistar Team                   | 18 pts                          |
| modifier                        |                                 |                                 |                                 |                                 |

| Classement général du meilleur jeune | Classement général du meilleur jeune | Classement général du meilleur jeune | Classement général du meilleur jeune | Classement général du meilleur jeune |
|                                      | Coureur                              | Pays                                 | Équipe                               | Temps                                |
| ------------------------------------ | ------------------------------------ | ------------------------------------ | ------------------------------------ | ------------------------------------ |
| 1er                                  | Remco Evenepoel                      | Belgique                             | Soudal Quick-Step                    | en 70 h 26 min 36 s                  |
| 2e                                   | Carlos Rodríguez                     | Espagne                              | Ineos Grenadiers                     | + 8 min 21 s                         |
| 3e                                   | Santiago Buitrago                    | Colombie                             | Bahrain Victorious                   | + 13 min 26 s                        |
| 4e                                   | Matteo Jorgenson                     | États-Unis                           | Team Visma-Lease a Bike              | + 17 min 9 s                         |
| 5e                                   | Ben Healy                            | Irlande                              | EF Education-EasyPost                | + 34 min 24 s                        |
| 6e                                   | Javier Romo                          | Espagne                              | Movistar Team                        | + 51 min 14 s                        |
| 7e                                   | Ilan Van Wilder                      | Belgique                             | Soudal Quick-Step                    | + 1 h 11 min 35 s                    |
| 8e                                   | Jordan Jegat                         | France                               | TotalEnergies                        | + 1 h 38 min 30 s                    |
| 9e                                   | Tobias Johannessen                   | Norvège                              | Uno-X Mobility                       | + 1 h 39 min 5 s                     |
| 10e                                  | Oscar Onley                          | Royaume-Uni                          | Team dsm-firmenich PostNL            | + 1 h 45 min 4 s                     |
| modifier                             |                                      |                                      |                                      |                                      |

| Classement par équipes | Classement par équipes     | Classement par équipes | Classement par équipes |
|                        | Équipe                     | Pays                   | Temps                  |
| ---------------------- | -------------------------- | ---------------------- | ---------------------- |
| 1re                    | UAE Team Emirates          | Émirats arabes unis    | en 211 h 29 min 24 s   |
| 2e                     | Team Visma-Lease a Bike    | Pays-Bas               | + 54 min 18 s          |
| 3e                     | Soudal Quick-Step          | Belgique               | + 59 min 21 s          |
| 4e                     | Ineos Grenadiers           | Royaume-Uni            | + 1 h 16 min 27 s      |
| 5e                     | Lidl-Trek                  | États-Unis             | + 1 h 55 min 24 s      |
| 6e                     | Movistar Team              | Espagne                | + 2 h 18 min 34 s      |
| 7e                     | Bahrain Victorious         | Bahreïn                | + 2 h 24 min 50 s      |
| 8e                     | Red Bull-Bora-Hansgrohe    | Allemagne              | + 2 h 31 min 3 s       |
| 9e                     | EF Education-EasyPost      | États-Unis             | + 2 h 33 min 42 s      |
| 10e                    | Decathlon-AG2R La Mondiale | France                 | + 3 h 9 min 28 s       |
| modifier               |                            |                        |                        |

## Abandons
Cinq coureurs ont abandonné : 
- Elmar Reinders (Team Jayco AlUla) : non partant
- Sam Bennett (Decathlon-AG2R La Mondiale) : abandon
- Phil Bauhaus (Bahrain Victorious) : non partant
- Fernando Gaviria (Movistar) : abandon
- Alexey Lutsenko (Astana Qazaqstan Team) : abandon